# Нарваловые
Нарва́ловые (лат. Monodontidae) — семейство зубатых китов, обитающих в северных морях, прежде всего в Арктике.
Величина нарваловых достигает 6 метров. Их голова впереди округлённая с выпуклым лбом. Грудные плавники относительно малые и округлённые, спинной плавник отсутствует. Питаются нарваловые преимущественно со дна моря. Родство включённых в семейство нарваловых видов время от времени ставится некоторыми учёными под сомнение, при этом они ссылаются на разнящееся строение барабанной перепонки. Но морфологические и иммунологические исследования подтверждают близкое родство видов. Из других семейств зубатых китов, к нарваловым наиболее близки дельфиновые и морские свиньи, с которыми их объединяют в общее надсемейство Delphinoidea. Представителями нарваловых являются только 2 современных вида — нарвал и белуха. Ранее из-за большого сходства к нарваловым причисляли и иравадийского дельфина, но согласно более новым исследованиям, он принадлежит всё же дельфинам.

## Таксономия
Нарваловые, дельфиновые и морские свиньи составляют надсемейство Delphinoidea. Генетические данные свидетельствуют о том, что морские свиньи являются родственниками нарваловых, и эти два семейства составляют отдельную кладу, выделившуюся примерно 11 миллионов лет назад.

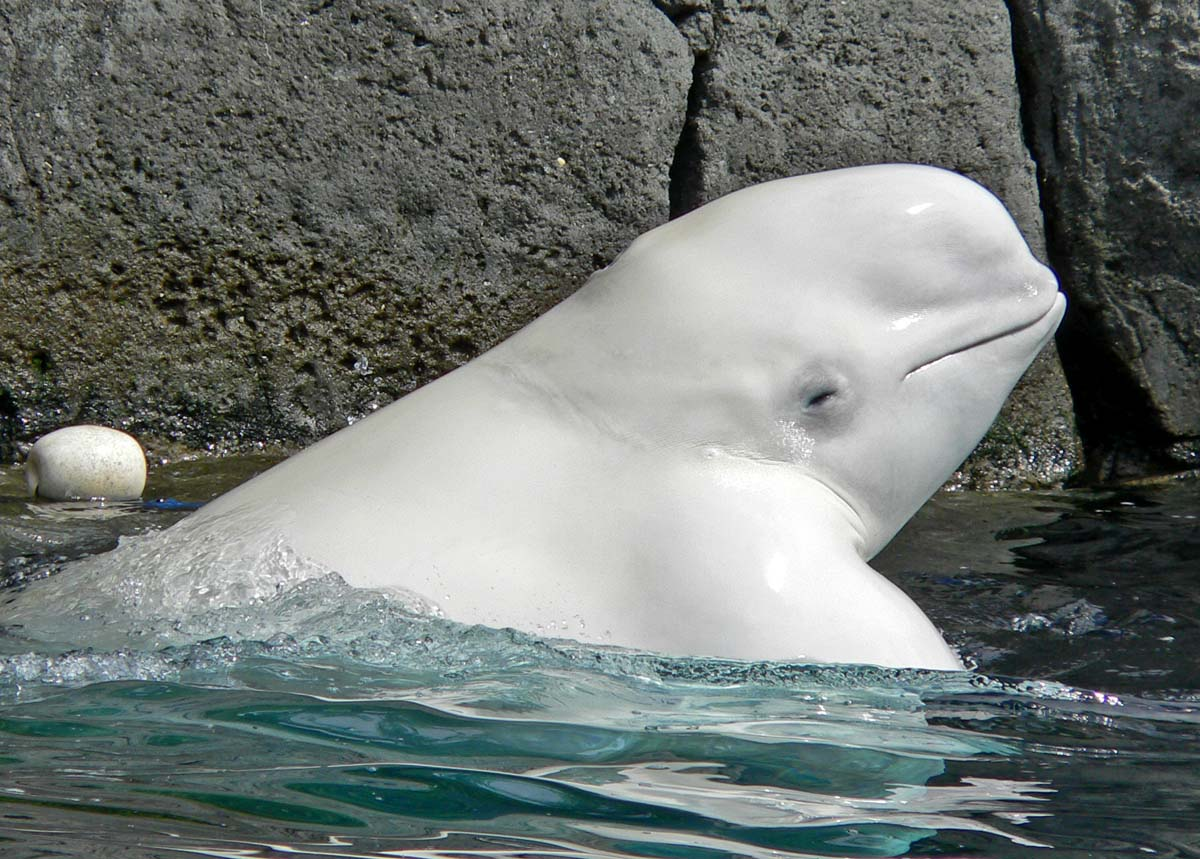
Белуха
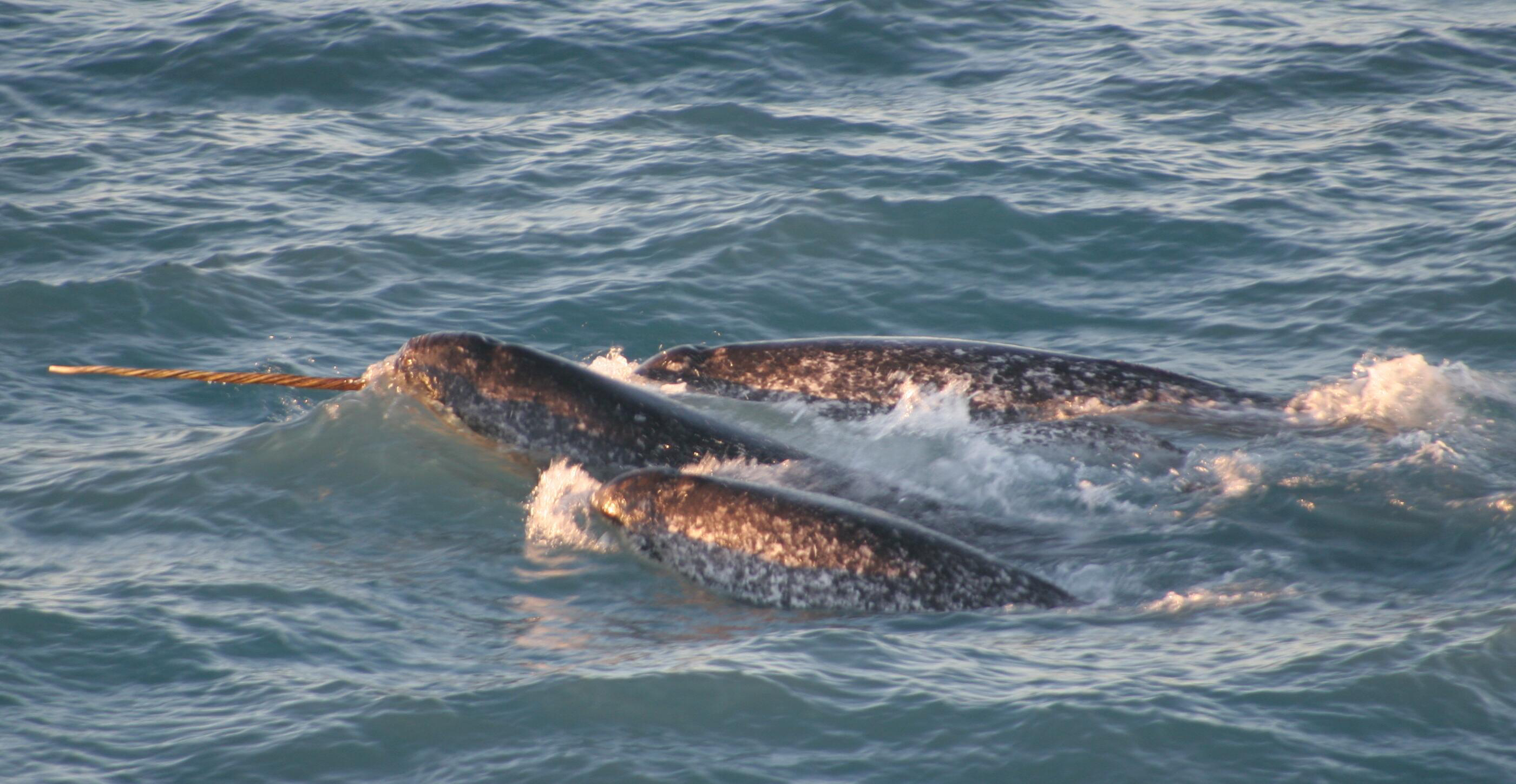
Нарвалы

Парвотряд Odontoceti
- Надсемейство Delphinoidea
  - Семейство Monodontidae
    - Подсемейство Delphinapterinae
      - Род Delphinapterus
        - Delphinapterus leucas, Белуха

      - Род † Denebola
        - Denebola brachycephala

      - Род † Bohaskaia[3]
        - Bohaskaia monodontoides

    - Подсемейство Monodontinae
      - Род Monodon
        - Monodon monoceros, Нарвал

- Белуха
- Нарвалы